# Елена Кравацка
Елена Виталиевна Кравацка (на украински: Оле́на Віта́ліївна Крава́цька; 22 юни 1992 г., Черновци) е украинска фехтовачка в дисциплината сабя, заслужил майстор на спорта на Украйна. Участва в отборни състезания, сребърна медалистка от Световното първенство през 2015 г. и Олимпийските игри през 2016 г.

## Биография
Елена Кравацка завършва Одеския университет за физическо възпитание и спорт.
Тя печели сребърен медал на Европейското първенство за юноши през 2010 г. и през същата година – златен медал на Световното първенство за юноши в отборното състезание.
През сезон 2013/14 тя участва в първото си голямо професионално състезание. На европейското първенство в Страсбург тя завършва втора в квалификацията. След това губи от германката Сибила Клем и завършва 17-а. На световното първенство в Казан Кравацка губи в първия кръг от рускинята София Велика. В отборното състезание тя е записана в резервния състав на украинския национален отбор. Отборът побеждава Япония и Южна Корея, преди да загуби с 44:45 на полуфинала от САЩ. Украйна побеждава Италия в мача за третото място.
През сезон 2014/15 Кравацка за първи път участва в Световната купа, където печели бронзов медал. През юни 2015 г. на първите Европейски игри в Баку фехтовачките на сабя Олга Харлан, Елена Кравацка и Алина Комашчук печелят златните медали, след като побеждават италианките на финала с резултат 45:43.

## Награди
- Орден на княгиня Олга III степен (4 октомври 2016 г.) – за постигане на високи спортни резултати на XXXI летни олимпийски игри в Бразилия, проявена отдаденост и воля за победа.[5]
- Юбилеен медал „25 години от независимостта на Украйна“.[6]